# Państwowa Biblioteka Széchényiego

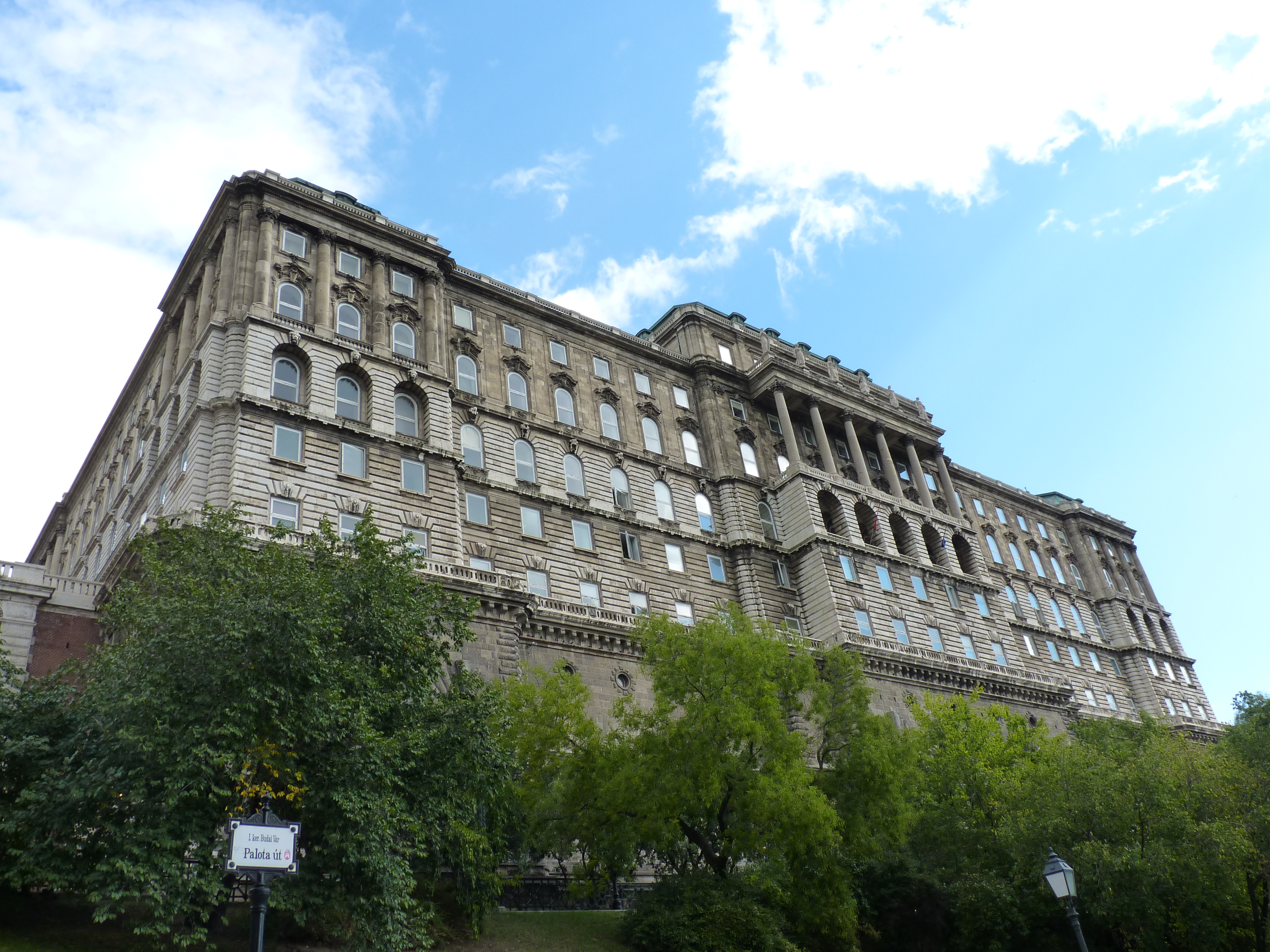
Gmach biblioteki w dzień

Państwowa Biblioteka Széchényiego (czytaj: Syjczyjniego; węg. Országos Széchényi Könyvtár (OSZK)) – węgierska biblioteka narodowa. Jej zadaniem jest gromadzenie, opracowywanie, przechowywanie i udostępnianie węgierskiego i związanego z Węgrami dziedzictwa pisanego, od pisanych ręcznie kodeksów przez dokumenty drukowane do e-booków.

## Historia
25 listopada 1802 graf Ferenc Széchényi założył pierwszą narodową instytucję publiczną na Węgrzech, Państwową Bibliotekę Széchényiego zawierającą 15 tysięcy drukowanych książek, ponad 1200 rękopisów, kilkaset map, herbów, rytów i, jak inne krajowe i zagraniczne biblioteki, kolekcję monet. Akt założycielski biblioteki już następnego dnia uzyskał akceptację króla. W 1803 otworzono ją dla publiczności w Peszcie. Finansowanie konieczne do zapewnienia działalności instytucji społeczeństwo postanowiło wziąć na siebie. Na apel Zgromadzenia Narodowego społeczności komitatów i miast przekazywały najpotrzebniejsze sumy pieniężne najpierw w formie dobrowolnych datków, a później obowiązkowych składek. Ponadto znaczna pomoc pochodziła od mniejszych lub większych fundacji poszczególnych mecenasów. Korzystając ze zgromadzonych kapitałów, stany parlamentarne, na podstawie artykułu nr 1808/VIII, powołały do życia Węgierskie Muzeum Narodowe, włączając w ramy nowo powstałej instytucji bibliotekę, która odtąd nosiła nazwę Państwowa Biblioteka Széchényiego Muzeum Narodowego (Nemzeti Múzeum Országos Széchényi Könyvtára). Zbiór monet wydzielony z biblioteki stał się z czasem zalążkiem jednego z działów muzeum.
Do klasycystycznego budynku Węgierskiego Muzeum Narodowego, będącego świadectwem społecznej ofiarności, wprowadzono w latach 1846–1847 działy muzealne i bibliotekę. W 1949 Państwowa Biblioteka Széchényiego znowu stała się samodzielną instytucją. Nowe rozporządzenie, oprócz nowego statusu, zajęło się też jej zadaniami. Od 1985 bibliotekę można zwiedzać w gmachu F zamku królewskiego w Budapeszcie.

## Zbiory

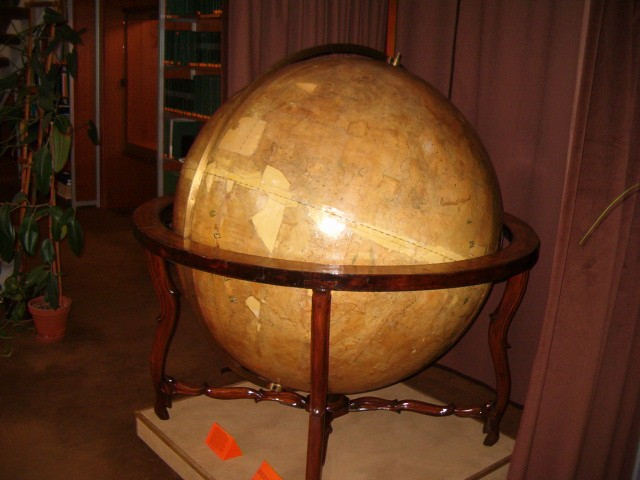
Globus Perczela ze Zbioru Map

Obowiązek dostarczania egzemplarzy obowiązkowych do biblioteki sprawia, że do jej dyspozycji stoi najpełniejszy zbiór węgierskich publikacji. Rozporządzenie zobowiązuje wydawnictwa do tego, by przekazywać bezpłatne egzemplarze do dyspozycji biblioteki narodowej. Otrzymuje więc dwa obowiązkowe egzemplarze z każdej ukazującej się na Węgrzech publikacji, ale zbiera również niedrukowane dokumenty (rękopisy, materiały dźwiękowe, dyskietki itp.), mając zawsze na uwadze specjalny zakres zbiorów. Dokumenty zawierające się w tej kategorii nazywane są hungarikami. Biblioteka gromadzi również publikacje dotyczące narodów ugrofińskich oraz sąsiednich krajów.
W 2006 w bibliotece znajdowało się osiem milionów egzemplarzy, z tego ponad dwa miliony książek, 300 tys. czasopism (gazet i periodyków) i prawie milion rękopisów. Liczba map wynosi ok. 200 tysięcy, obrazów i grafik – 270 870, natomiast nagrań dźwiękowych – 16 000, a oprócz tego około 2,5 miliona plakatów i drobnych druków. W zbiorach znajduje się też 220 tys. kopii mikrofilmowych różnych dokumentów.
Dwumilionowy zbiór książek zawiera takie unikaty, jak pierwsze drukowane dzieło, które ukazało się na Węgrzech – Chronica Hungarorum wydrukowana i wydana w 1473. Biblioteka dysponuje największą liczbą dawnych węgierskich druków w kraju, a z książek wydanych przed 1711 utworzono Zbiór Starodruków Państwowej Biblioteki Széchényiego (Országos Széchényi Könyvtár Régi Nyomtatványok Tára) przechowujący 8500 egzemplarzy. Spośród starodruków 1814 egzemplarzy to książki, których druk przypada na pierwsze stulecie od wynalezienia druku. W bibliotece znajduje się najpełniejszy zbiór dzieł napisanych przez węgierskich autorów, np. prawie 600 publikacji dzieł Sándora Petőfiego i ponad 3000 publikacji dzieł Móra Jókaiego. Biblioteki takich słynnych postaci, jak Lajos Kossuth czy Imre Madách, są również cennymi składnikami zbiorów.
Biblioteka przechowuje też najstarszy tekst napisany w całości w języku węgierskim, znany jako Halotti beszéd és könyörgés (Mowa pogrzebowa i błagalna), pierwszy zachowany, znany węgierski wiersz – Starowęgierski lament Maryi, najstarszy zachowany egzemplarz pierwszego węgierskiego kodeksu prawnego (Decretum Sancti Stephani Regis), jak również 32 corvinae z biblioteki króla Macieja, rękopis hymnu Węgier z zapiskami Ferenca Kölcseya oraz liczne rękopisy Kossutha, Petőfiego, Adyego i innych postaci.
Na oficjalnej stronie biblioteki znajduje się szereg wyszukiwarek, jak np. MEK, NEKTÁR czy MOKKA.

## Osoby kierujące
Dyrektorzy:
- Jakab Ferdinánd Miller (1803–1815)
- István Horvát (1815–1846)
- Gábor Mátray (1846–1875)
- Vilmos Fraknói (1875–1879)
- Béla Majláth (1879–1893)
- József Szinnyei (1893–1894)
- László Fejérpataky (1894–1919)
- János Melich (1920–1922)
- Bálint Hóman (1923)
- Imre Lukinich (1924–1929)
- Emil Jakubovich (1930–1934)
- József Fitz (1934–1945)
- József Györke (1945–1946)
- Gábor Tolnai (1946–1947)
- Béla Varjas (1948–1957)
- Magda Jóború (1958–1966)
- Géza Sebestyén (1966–1968)
- Magda Jóború (1968–1982)
- Péter Zircz (1982)
- Ferenc Molnár (1982–1984)
- Zoltán Havasi (1984–1986)
- Gyula Juhász (1986–1993)
- Géza Poprády (1993–1999)
- Dr. István Monok (1999 – 31 grudnia 2009)
- Dr. Andrea Sajó (1 stycznia 2010–2013)
- Péter Szemerei (28 września 2013 – 7 lutego 2014)
- János Káldos (7 lutego 2014 – 12 sierpnia 2014)
- László Tüske (od 13 sierpnia 2014)